# Enrique de Lara y Guerrero
Enrique de Lara y Guerrero Casasola fue un político falangista español, gobernador civil de Ciudad Real y Valladolid durante la dictadura de Primo de Rivera y la dictablanda del general Dámaso Berenguer y gobernador civil de Palencia durante la dictadura de Francisco Franco.

## Biografía
Nombrado gobernador civil de la provincia de Ciudad Real el 16 de noviembre de 1927, ejerció el cargo hasta el 26 de enero de 1929, cuando fue nombrado como gobernador civil de la provincia de Valladolid, cargo del que se aceptó su dimisión el 16 de febrero de 1930.
Fue amigo próximo de José Antonio Primo de Rivera y participó en la creación de la Falange.
Nombrado el 2 de julio de 1942 como gobernador civil de la provincia de Palencia, ejerció el cargo desde su toma de posesión el 8 de julio de 1942 hasta diciembre de 1944, convirtiéndose también en 1943 en líder provincial del Movimiento.
Fue caballero de la Orden Militar del Santo Sepulcro.